# Abraxas fumicolor
Abraxas fumicolor är en fjärilsart som beskrevs av W. Warren 1898. Abraxas fumicolor ingår i släktet Abraxas och familjen mätare. Inga underarter finns listade i Catalogue of Life.